# Хмельницька дитяча школа мистецтв
Хмельницька дитяча школа мистецтв — заклад, який був заснований в 1991 році й розпочала свою роботу з учнівським контингентом 146 учнів, за рішенням Хмельницької міської адміністрації, від 18.10.1990 р. № 206-Б, для створення школи мистецтв було передано чотириповерхове приміщення з корисною площею 4229 м² на вул. Героїв Маріуполя, 3-А.

## Історія
Перший в місті Хмельницькому початковий спеціалізований навчальний заклад, який об'єднав усі види мистецтв: музичне, хореографічне, театральне та образотворче. З першого вересня 1996 р. розпочали роботу класи естрадного сольного співу, моделювання та конструювання одягу. З першого вересня 2002 р.- класи сучасної хореографії, з першого жовтня 2002 р.- підготовче відділення з групою підготовки до школи, з першого вересня 2003 р.- групи естетичного виховання, з першого жовтня 2006 р.- клас комп'ютерної графіки. Відповідно рішення Хмельницького виконкому, від 12.04.07 № 462, з першого вересня 2007 р. відкрито класи сучасної та бальної хореографії. Учнівський контенгент школи складає понад 1240 учнів. Вагомим досягненням навчального закладу є проходження державної атестації з відзнакою та здобуття ліцензії на надання освітніх послуг.
Керівництво школою здійснювали директори: Анатолій Дем'янович Чабан (лютий 1991 — серпень 1995), Сергій Петрович Нагорний (жовтень 1995 — серпень 1996), Євгенія Миколаївна Пивоварова (вересень 1996 — липень 2002), Альбін Станіславович Тарчевський (серпень 2002 — грудень 2008), Тетяна Валентинівна Бондаренко (січень 2009 — лютий 2016), Альбін Станіславович Тарчевський (лютий 2016 — по теперішній час).
Заступники директора з навчальної роботи: Алла Василівна Цвігун (1991—1995), Євгенія Миколаївна Пивоварова (1995—1996), Тетяна Валентинівна Бондаренко (1996—2009), ДУДАР Олена Олександрівна Дудар (2009-по наш час).
Заступники директора з виховної роботи — Анатолій Григорович Тітов (2005-вересень 2014), Олена Петрівна Степанець (2014-по теперішній час).
Викладацький контингент налічує 94 педагогічних працівників. З них 22 працівника вищої категорії, 1 — кандидат мистецтвознавства, 7 — мають звання «викладач методист» та 6 — «старший викладач», 17 — «першої кваліфікаційної категорії», 13 — «другої кваліфікаційної категорії» та 27 — спеціалістів.
Впродовж всіх років персональні стипендії міської ради в галузі мистецтва здобули 58 учнів та 53 викладача, а також стипендії обласної державної адміністрації 19 учнів та 8 викладачів
Звання лауреатів міської премії ім. Б.Хмельницького та обласної премії ім. Т.Шевченка отримали 10 викладачів.
Координаційною роботою культурно-мистецької діяльності школи з навчальними закладами міста, організацією концертних виступів учнів та колективів школи займається створена в закладі «Дитяча філармонія». За 25 років діяльності школи свідоцтво державного зразка про початкову спеціалізовану мистецьку освіту отримали 1158 випускників, багато з яких продовжили навчання у вищих мистецьких навчальних закладах України та Європи.

## Структура

### Музичне відділення
класи:
- Духових інструментів (флейта, кларнет, саксофон, труба)
- Ударних інструментів (ударна установка, ксилофон)
- Струнних інструментів (скрипка, гітара, бас-гітара, банджо)
- Народних інструментів (бандура, баян, акордеон, сопілка)
- Вокально-хорових дисциплін (академічний, естрадний, сольний спів)
- Народного співу
- Фортепіано
- Підготовки до школи
- Естетичного виховання

### Хореографічне відділення
класи:
- Класичного танцю
- Народно-сценічного танцю
- Сучасного танцю
- Спортивного бального танцю

### Образотворче відділення
класи:
- Образотворчого мистецтва
- Моделювання та конструювання одягу
- Дизайн одягу

### Театральне відділення
класи:
- Театральне мистецтво

### Філія ХДШМ
класи:
- Образотворчого мистецтва
- Народно-сценічного танцю
- Сучасного танцю

## Творчі колективи

### Учнівські колективи
- Ансамбль скрипалів (керівник Лілія Горобець)
- Ансамбль баяністів та акордеоністів (керівник Анатолій Чабан)
- Ансамбль гітаристів (керівник Олеся Рікановська)
- Ансамбль саксофоністів (керівник — лауреат міської премії ім. Б.Хмельницького — Петро Максименко)
- Естрадний оркестр «Big-band» (керівник — лауреат міської премії ім. Б.Хмельницького — Петро Максименко)
- Ансамбль флейтістів (керівник Наталія Карпюк)
- Ансамбль трубачів (керівник Василь Ожеван)
- Хор дитячої школи мистецтв (керівник Ірина Голоднюк)
- Театр академічного танцю (керівники — лауреат міської премії ім. Б.Хмельницького — Олександр Король, Лариса Українченко)
- Ансамбль сучасного танцю «Шок-денс» (керівник — Леся Крупельницька)

### Зразкові колективи
- Зразковий ансамбль народного танцю «Сяйво» (керівник — лауреат міської премії ім. Б.Хмельницького — Ігор Андрушко)[5]
- Зразковий ансамбль сучасного танцю «Фреш» (керівник — Юлія Шенькарук)[6]
- Зразковий ансамбль спортивного бального танцю «Каскад» (керівник — лауреат міської премії ім. Б.Хмельницького — Олена Фурман)
- Зразковий ансамбль бандуристів «Намистечко» (керівник — лауреат обласної премії ім. Т.Шевченка — Марія Ковбасіста)[7]
- Зразковий фольклорний гурт «Берегиня» (керівник — Уляна Прокопишена)[8]
- Зразковий театр-студія «Чарівна скринька» (керівник — лауреат міської премії ім. Б.Хмельницького — Анатолій Тітов)[9]

### Викладацькі колективи
- Народний аматорський ансамбль народних інструментів «Забава» (керівник — Юрій Созонюк)
- Камерний ансамбль «Імпреза» (керівник — Лілія Горобець)
- Фортепіанний дует «Контрасти» (Ольга Колосовська, Лариса Незборецька)
- Фортепіанний квартет «Royal-mix» (Валентина Верзун, Ксенія Савчук, Вікторія Бачинська, Олена Степанець)
- Вокальна група «Art-sound» (керівник — Ігор Бойко)